# Corales Schübler

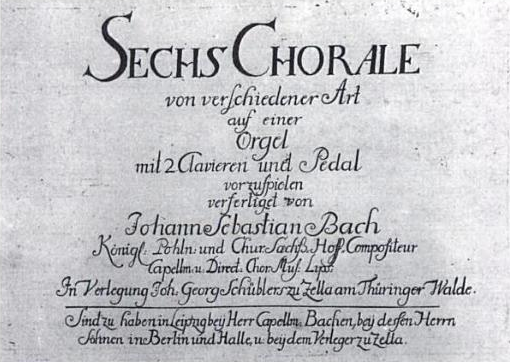
Página de título de las Corales Schübler, 1746.

Corales Schübler es el nombre por el que son conocidas las Sechs Chorale von verschiedener Art  (Seis corales de varios tipos) para órgano (BWV 645–650), una colección de seis preludios corales compuestos por Johann Sebastian Bach alrededor 1748. El título de «Corales Schübler» deriva del grabador y editor Johann Georg Schübler, quién está nombrado en la página de título. Todo los seis preludios son para órgano con dos manuales y pedal, al menos cinco de ellos transcritos de movimientos de las cantatas de Bach, mayoritariamente cantatas corales, como las siguientes:
| BWV | Nombre coral                                                    | Transcrita desde                                                                               |
| --- | --------------------------------------------------------------- | ---------------------------------------------------------------------------------------------- |
| 645 | Wachet auf, ruft uns die Stimme                                 | Wachet auf, ruft uns die Stimme, BWV 140, movimiento 4 (tenor coral)                           |
| 646 | Wo soll ich fliehen hin                                         | ? cantata perdida (véase abajo)                                                                |
| 647 | Wer nur den lieben Gott lässt walten                            | Wer nur den lieben Gott läßt walten, BWV 93, movimiento 4 (dúo para soprano y alto)            |
| 648 | Meine Seele erhebt den Herren ("My soul doth magnify the Lord") | Meine Seel erhebt den Herren, BWV 10, movimiento 5 (dúo para alto y tenor, coral instrumental) |
| 649 | Ach bleib bei uns, Herr Jesu Christ                             | Bleib bei uns, denn es will Abend werden, BWV 6, movimiento 3 (soprano coral)                  |
| 650 | Kommst du nun, Jesu, vom Himmel herunter auf Erden              | Lobe den Herren, den mächtigen König der Ehren, BWV 137, movimiento 2 (alto solo)              |

Aunque no se ha encontrado ninguna fuente para la BWV 646, muchos estudiosos suponen que la fuente de la cantata es una del centenar o más que se creen perdidas. La partitura para trío del movimiento sugiere que el original pudo haber sido para violín, o posiblemente violines y violas en unísono (mano derecha), y bajo continuo (mano izquierda), con la coral (pedal) cantada por soprano o alto.
El hecho de que Bach había llegado al problema y gasto de asegurar los servicios de un maestro grabador para producir una colección de transcripciones nota por nota de esta clase indica que no consideraba a las Corales Schübler como piezas menores rutinarias, sino como una declaración pública significativa. Estas seis corales proporcionan una versión accesible de la música de las cantatas a través del medio más comercializable de transcripciones de teclado.  Virtualmente, todas las cantatas Bach fueron inéditas durante su vida.